# Campeonato Mundial de Futebol de 1895
O Campeonato Mundial de Futebol de 1895 (em inglês: 1895 World Championship) foi um torneio amistoso realizado entre o campeão inglês de 1894 (Sunderland A.F.C.) e o campeão escocês de 1894 (Heart of Midlothian F.C.)

## Participantes
| Time                | Classificação                                    |
| ------------------- | ------------------------------------------------ |
| Sunderland          | 1894–95 Football League First Division – Campeão |
| Heart of Midlothian | 1894–95 Scottish First Division – Campeão        |

## Detalhes da Partida
| 27 de Abril de 1895 | Heart of Midlothian | 3–5                   | Sunderland                             | Tynecastle Park, Edinburgh, Scotland |
|                     | Taylor · McLaren    | Relatório (em inglês) | Johnston · Campbell · Millar · McNeill | Público: 12,000                      |

|    |                 |  |
|    |                 |  |
| 1  | Jock Fairburn   |  |
| 2  | Barney Battles  |  |
| 3  | James Mirk      |  |
| 4  | Alexander Hall  |  |
| 5  | Robert McLaren  |  |
| 6  | George Hogg     |  |
| 7  | Willie Taylor   |  |
| 8  | Thomas Chambers |  |
| 9  | Willie Michael  |  |
| 10 | George Scott    |  |
| 11 | Davie Baird     |  |

|    |                 |  |
|    |                 |  |
| 1  | Ned Doig        |  |
| 2  | Robert McNeill  |  |
| 3  | Donald Gow      |  |
| 4  | Billy Dunlop    |  |
| 5  | John Auld       |  |
| 6  | Harry Johnston  |  |
| 7  | Jimmy Hannah    |  |
| 8  | James Gillespie |  |
| 9  | John Harvey     |  |
| 10 | John Campbell   |  |
| 11 | Jimmy Millar    |  |

## Campeão
| 1895 World Championship               |
| ------------------------------------- |
| Sunderland A.F.C. Campeão (1º título) |